# Turkse voetbalbeker 2022/23
De Turkse voetbalbeker 2022/23 is de 61e editie van de Turkse voetbalbeker. De finale werd gespeeld op 11 juni 2023 en werd gewonnen door Fenerbahçe.

## Eerste ronde
| Team 1                   | Res.             | Team 2                      |
| ------------------------ | ---------------- | --------------------------- |
| Serhat Ardahan           | 2 – 4            | Kars 36 Spor                |
| Beyoğlu Yeniçarşıspor    | 2 – 2 ns (3 – 5) | Ergene Velimeşe             |
| Bilecik 1969             | 0 – 0 ns (1 – 4) | Yalovaspor                  |
| Bigaspor                 | 1 – 0            | Akhisarspor                 |
| Karabük İdmanyurdu Spor  | 0 – 0 ns (1 – 4) | Bartınspor                  |
| Karaköprü Belediyespor   | w/o              | Cizre Serhatspor            |
| Kilis Belediyespor       | 0 – 0 ns (4 – 3) | Osmaniyespor FK             |
| Elazığ Karakoçan FK      | 1 – 0            | Elazığspor                  |
| Erbaaspor                | 0 – 1            | Gümüşhanespor               |
| 12 Bingölspor            | 1 – 10           | Ağrı 1970 Spor              |
| Fatsa Belediyespor       | 0 – 1            | Yomraspor                   |
| 1954 Kelkit Bld.Spor     | 3 – 0            | Dersimspor                  |
| Siirt İl Özel İdare      | 2 – 0            | Yüksekova Belediyespor      |
| Hacettepe 1945           | 3 – 0            | Kırıkkale Büyük Anadoluspor |
| 1922 Konyaspor           | 2 – 0 (nv)       | Alanya Kestelspor           |
| Şile Yıldızspor          | 1 – 1 ns (4 – 3) | Darıca Gençlerbirliği       |
| Büyükçekmece Tepecikspor | 2 – 0            | Bayrampaşa SK               |
| Turgutluspor             | 1 – 1 ns (2 – 4) | Kuşadasıspor                |
| Bergama Belediyespor     | 1 – 2            | Karşıyaka                   |
| Eskişehirspor            | 2 – 1 (nv)       | Çankaya FK                  |
| Niğde Anadolu FK         | 3 – 2            | Kahramanmaraşspor           |
| Mazıdağı Fosfat SK       | w/o              | Bitlis Özgüzeldere          |
| Nevşehir Belediyespor    | 3 – 1            | Yozgatspor 1959 FK          |
| 1074 Çankırıspor         | 0 – 4            | Boyabat 1868 Spor           |
| Karaman FK               | 2 – 0 (nv)       | Burdur MAKÜ Spor            |
| Çatalcaspor              | 4 – 1            | Edirnespor                  |

## Tweede ronde
| Team 1                      | Res.             | Team 2                   |
| --------------------------- | ---------------- | ------------------------ |
| İnegölspor                  | 1 – 2 (nv)       | Ağrı 1970 Spor           |
| Ankaraspor                  | 5 – 2            | Kepez Belediyespor       |
| Zonguldak Kömürspor         | 0 – 1            | Gümüşhanespor            |
| Kocaelispor                 | 1 – 4            | Ayvalıkgücü Belediyespor |
| Somaspor                    | 2 – 2 ns (4 – 5) | Efeler 09 Spor           |
| Balıkesirspor               | 2 – 1 (nv)       | Hacettepe 1945           |
| Kastamonuspor 1966          | 0 – 0 ns (5 – 4) | Nevşehir Belediyespor    |
| Adıyaman FK                 | 1 – 0 (nv)       | Bartınspor               |
| Pazarspor                   | 1 – 0            | Mazıdağı Fosfat SK       |
| 1922 Konyaspor              | 1 – 2            | Karaköprü Belediyespor   |
| Ankara Demirspor            | 0 – 2            | Karaman FK               |
| Etimesgut Belediyespor      | 3 – 1            | Yalovaspor               |
| Kırşehir Futbol Spor Kulübü | 2 – 1            | Kilis Belediyespor       |
| Niğde Anadolu FK            | 2 – 1            | Yomraspor                |
| Serik Belediyespor          | 1 – 0            | 1954 Kelkit Bld.Spor     |
| Afjet Afyonspor             | 2 – 4            | Eynesil Bld.             |
| Ergene Velimeşe             | 0 – 1            | Elazığ Karakoçan FK      |
| Kuşadasıspor                | 0 – 1            | Bulvarspor               |
| Kırklarelispor              | 5 – 1            | Siirt İl Özel İdare      |
| Nazilli Belediyespor        | 2 – 1            | Şile Yıldızspor          |
| Sarıyer                     | 3 – 0            | Büyükçekmece Tepecikspor |
| Çatalcaspor                 | 2 – 3            | Sapanca Gençlikspor      |
| Şanlıurfaspor               | 4 – 2            | Karşıyaka                |
| Bursaspor                   | 0 – 1            | Boyabat 1868 Spor        |
| Diyarbekirspor              | 3 – 0            | Kars 36 Spor             |
| Belediye Derincespor        | 0 – 1 (nv)       | Amasyaspor 1968 FK       |
| Menemenspor                 | 1 – 0            | Bigaspor                 |
| Eskişehirspor               | 2 – 3            | Muş 1984 Muşspor         |

## Derde ronde
| Team 1                      | Res.             | Team 2                   |
| --------------------------- | ---------------- | ------------------------ |
| Kasımpaşa                   | 2 – 1 (nv)       | Yeni Mersin İdman Yurdu  |
| Altay                       | 1 – 2            | Efeler 09 Spor           |
| Ankaraspor                  | 2 – 1 (nv)       | Pazarspor                |
| Manisa FK                   | 2 – 2 ns (7-6)   | Eynesil Bld.             |
| Çaykur Rizespor             | 3 – 0            | Boyabat 1868 Spor        |
| Kayserispor                 | 2 – 1            | Iğdır FK                 |
| Adana Demirspor             | 5 – 0            | Adıyaman FK              |
| Kırklarelispor              | 2 – 0            | 52 Orduspor              |
| Van Spor FK                 | 2 – 3 (nv)       | Elazığ Karakoçan FK      |
| Adanaspor                   | 2 – 0            | Orduspor 1967            |
| Altınordu                   | 5 – 0            | Sapanca Gençlikspor      |
| Balıkesirspor               | 0 – 1            | Ofspor                   |
| Çorum FK                    | 1 – 1 ns (3 – 4) | Esenler Erokspor         |
| Denizlispor                 | 2 – 1            | Ayvalıkgücü Belediyespor |
| Etimesgut Belediyespor      | 2 – 0            | 68 Aksaray Belediyespor  |
| Göztepe                     | 2 – 0 (nv)       | Karaköprü Belediyespor   |
| Keçiörengücü                | 4 – 1            | Diyarbekirspor           |
| Kırşehir Futbol Spor Kulübü | 1 – 0 (nv)       | İskenderunspor           |
| Nazilli Belediyespor        | 2 – 1            | Arnavutköy Belediye      |
| Serik Belediyespor          | 2 – 1            | Batman Petrolspor        |
| Şanlıurfaspor               | 3 – 0            | Karaman FK               |
| Uşakspor                    | 4 – 2 (nv)       | Gümüşhanespor            |
| 1928 Bucaspor               | 3 – 0            | Artvin Hopaspor          |
| 24 Erzincanspor             | 0 – 1            | Belediye Kütahyaspor     |
| Boluspor                    | 1 – 0            | Fethiyespor              |
| Samsunspor                  | 3 – 0            | 1984 Muşspor             |
| Hatayspor                   | 0 – 2            | Düzcespor                |
| Galatasaray                 | 7 – 0            | Kastamonuspor 1966       |
| Gençlerbirliği              | 3 – 1 (nv)       | Niğde Anadolu FK         |
| Menemenspor                 | 0 – 1 (nv)       | Bulvarspor               |
| Tuzlaspor                   | 2 – 1 (nv)       | Bursa Yıldırımspor       |
| Yeni Malatyaspor            | 3 – 3 ns (5 – 4) | Ağrı 1970 Spor           |
| Giresunspor                 | 3 – 1            | Amasyaspor 1968 FK       |
| Gaziantep FK                | 4 – 0            | Sarıyer                  |

## Vierde ronde
| Team 1           | Res.         | Team 2                      |
| ---------------- | ------------ | --------------------------- |
| Kasımpaşa        | 6-1          | 1461 Trabzon FK             |
| Erzurumspor FK   | 2-2 ns (1-3) | Esenler Erokspor            |
| Yeni Malatyaspor | 0-1          | Uşakspor                    |
| Alanyaspor       | 3-0          | Sakaryaspor                 |
| Ankaragücü       | 6-2          | Amedspor                    |
| Adana Demirspor  | 4-3          | Nazilli Belediyespor        |
| Galatasaray      | 2-1          | Ofspor                      |
| Giresunspor      | 3-2          | Ankaraspor                  |
| Keçiörengücü     | 4-2          | Bulvarspor                  |
| Ümraniyespor     | 4-0          | Efeler 09 Spor              |
| Bandırmaspor     | 0-3          | Karacabey Belediyespor      |
| Boluspor         | 2-1          | Tarsus İdman Yurdu          |
| Eyüpspor         | 2-1          | Düzcespor                   |
| Gençlerbirliği   | 1-0          | Bayburt Özel İdare Spor     |
| Manisa FK        | 3-0          | 23 Elazığ FK                |
| Samsunspor       | 4-0          | Adanaspor                   |
| Antalyaspor      | 3-0          | Pendikspor                  |
| Gaziantep FK     | 2-0          | Belediye Kütahyaspor        |
| Beşiktaş         | 3-1          | Serik Belediyespor          |
| Istanbulspor     | 3-2 (nv)     | Etimesgut Belediyespor      |
| Göztepe          | 2-0          | 1928 Bucaspor               |
| Tuzlaspor        | 2-1 (nv)     | Isparta 32 Spor             |
| Çaykur Rizespor  | 2-1          | Kırklarelispor              |
| Denizlispor      | 0-5          | Şanlıurfaspor               |
| Fatih Karagümrük | 3-1          | Kırşehir Futbol Spor Kulübü |
| Kayserispor      | 1-0          | Sivas Belediyespor          |

## Vijfde ronde
| Team 1              | Res.     | Team 2                 |
| ------------------- | -------- | ---------------------- |
| Kasımpaşa           | 1-3      | Ümraniyespor           |
| Ankaragücü          | 2-0      | Tuzlaspor              |
| Sivasspor           | 5-2      | Esenler Erokspor       |
| Antalyaspor         | 1-0      | Manisa FK              |
| İstanbul Başakşehir | 3-1      | Göztepe                |
| Fenerbahçe          | 3-1      | İstanbulspor           |
| Giresunspor         | 0-5      | Karacabey Belediyespor |
| Fatih Karagümrük    | 3-0      | Uşakspor               |
| Alanyaspor          | 3-2 (nv) | Eyüpspor               |
| Trabzonspor         | 3-0      | Samsunspor             |
| Beşiktaş            | 4-2      | Şanlıurfaspor          |
| Kayserispor         | 2-0      | Gençlerbirliği         |
| Konyaspor           | 3-2(nv)  | Bodrumspor             |
| Gaziantep FK        | 3-1      | Boluspor               |
| Adana Demirspor     | 3-4(nv)  | Çaykur Rizespor        |
| Galatasaray         | 1-0      | Keçiörengücü           |

## Laatste 16
| Team 1           | Res.         | Team 2                  |
| ---------------- | ------------ | ----------------------- |
| Sivasspor        | 3-0          | Karacabey Belediye Spor |
| Antalyaspor      | 0-2 (nv)     | Kayserispor             |
| Alanyaspor       | 1-2          | Galatasaray             |
| Fatih Karagümrük | 2-2 ns (3-5) | İstanbul Başakşehir     |
| Ankaragücü       | 1-1 ns (4-3) | Beşiktaş                |
| Ümraniyespor     | 1-4 (nv)     | Trabzonspor             |
| Gaziantep FK     | 1-1 ns (7-6) | Konyaspor               |
| Fenerbahçe       | 2-1          | Çaykur Rizespor         |

## Kwartfinale
| Team 1      | Res. | Team 2              |
| ----------- | ---- | ------------------- |
| Ankaragücü  | 3-1  | Trabzonspor         |
| Galatasaray | 2-3  | İstanbul Başakşehir |
| Fenerbahçe  | 4-1  | Kayserispor         |
| Sivasspor   | w/o  | Gaziantep FK        |

## Halve finales
| Team 1              | Tot. | Team 2     | 1e wedstr. | 2e wedstr. |
| ------------------- | ---- | ---------- | ---------- | ---------- |
| Sivasspor           | 3-0  | Fenerbahçe | 0-0        | 3-0        |
| İstanbul Başakşehir | 3-2  | Ankaragücü | 1-0        | 2-2        |

## Finale
|                                |                   |     |                     |                                                                                  |
| 11 juni 2023 20:45 uur (GMT+3) | Fenerbahçe        | 2-0 | İstanbul Başakşehir | Gürsel Akselstadion, Izmir Toeschouwers: 12.182 Scheidsrechter: Atilla Karaoğlan |
| 11 juni 2023 20:45 uur (GMT+3) | Batshuayi 1', 29' |     |                     | Gürsel Akselstadion, Izmir Toeschouwers: 12.182 Scheidsrechter: Atilla Karaoğlan |

| Turkse voetbalbeker 2022/23 |
| --------------------------- |
| Fenerbahçe 7e titel         |

## Topscorers
1962-63 · 1963/64 · 1964/65 · 1965/66 · 1966/67 · 1967/68 · 1968/69 · 1969/70 · 1970/71 · 1971/72 · 1972/73 · 1973/74 · 1974/75 · 1975/76 · 1976/77 · 1977/78 · 1978/79 · 1979/80 · 1980/81 · 1981/82 · 1982/83 · 1983/84 · 1984/85 · 1985/86 · 1986/87 · 1987/88 · 1988/89 · 1989/90 · 1990/91 · 1991/92 · 1992/93 · 1993/94 · 1994/95 · 1995/96 · 1996/97 · 1997/98 · 1998/99 · 1999/00 · 2000/01 · 2001/02 · 2002/03 · 2003/04 · 2004/05 · 2005/06 · 2006/07 · 2007/08 · 2008/09 · 2009/10 · 2010/11 · 2011/12 · 2012/13 · 2013/14 · 2014/15 · 2015/16 · 2016/17 · 2017/18 · 2018/19 · 2019/20 · 2020/21 · 2021/22 · 2022/23 · 2023/24 · 2024/25